# Laclede
Laclede és una població dels Estats Units a l'estat de Missouri. Segons el cens del 2000 tenia 415 habitants.

## Demografia
Segons el cens del 2000, Laclede tenia 415 habitants, 182 habitatges, i 117 famílies. La densitat de població era de 128,2 habitants per km².
Dels 182 habitatges en un 27,5% hi vivien nens de menys de 18 anys, en un 50% hi vivien parelles casades, en un 10,4% dones solteres, i en un 35,2% no eren unitats familiars. En el 33% dels habitatges hi vivien persones soles el 20,3% de les quals corresponia a persones de 65 anys o més que vivien soles. El nombre mitjà de persones vivint en cada habitatge era de 2,28 i el nombre mitjà de persones que vivien en cada família era de 2,86.
Per edats la població es repartia de la següent manera: un 24,8% tenia menys de 18 anys, un 6,7% entre 18 i 24, un 24,6% entre 25 i 44, un 24,1% de 45 a 60 i un 19,8% 65 anys o més.
L'edat mediana era de 40 anys. Per cada 100 dones de 18 o més anys hi havia 84,6 homes.
La renda mediana per habitatge era de 24.688 $ i la renda mediana per família de 29.519 $. Els homes tenien una renda mediana de 22.422 $ mentre que les dones 18.542 $. La renda per capita de la població era d'11.890 $. Entorn del 12,8% de les famílies i el 19,8% de la població estaven per davall del llindar de pobresa.

## Poblacions més properes
El següent diagrama mostra les poblacions més properes.